# Haemoproteus
Haemoproteus es un género de protozoos que comprende parásitos de aves, reptiles y anfibios. Su nombre se deriva de Griego:  Haima, "sangre", y Proteus, un dios del mar que tenía el poder de asumir diferentes formas. El nombre de Haemoproteus fue usado por primera vez para describir a Haemoproteus columbae en la sangre de una paloma Columba livia por Kruse en 1890. Esta fue también la primera descripción del género. Los géneros Halteridium y Simondia se consideran sinónimos de Haemoproteus hoy en día.
Los protozoos son parásitos intracelulares que infectan a los eritrocitos. Son transmitidos por insectos hematófagos que incluyen a los mosquitos de los géneros Culicoides, Hippoboscoidea y Tabanidae. La infección con este género suele ser conocida como pseudomalaria por las similitudes de éste con las especies de  Plasmodium.
Dentro del género existen al menos 173 especies, 5 variedades y una subespecie. De estas, 140 atacan a las aves, 16 a reptiles y 3 a anfibios: 14 órdenes y 50 familias de aves representadas. Se incluyen a las (Galliformes), aves acuáticas (Anseriformes), aves rapiñas (Accipitriformes, Falconiformes y Strigiformes), palomas (Columbiformes) y pájaros cantores (Passeriformes).

## Historia
La primera descripción de este género fue en 1890 por Kruse, quien describió a ""Haemoproteus columbae"" en la sangre de la paloma Columba livia. En 1897, McCallum mostró que el proceso de exflagelación era parte de la reproducción sexual en estos parásitos y pensó que era probable que el mismo proceso ocurriera en Plasmodium.  El primer registro de un parásito haemoproteido en reptiles fue de Simond en 1901, que le dio el nombre de Haemoeba metchnikovi. Los hermanos Sergent mostraron en 1906 que la mosca ectoparásita Pseudolynchia canariensis era el vector de Haemoproteus columbae. En 1908, Aragao demostró que las fases esquizogónicas de Haemoproteus columbae en células endoteliales de los pulmones de los polluelos de paloma infectados por la mordida de una Pseudolynchia infectada. Por lo general se creía que la transmisión de parásitos era por regurgitación durante el consumo de sangre hasta que Aide mostró que el parásito se desarrollaba en las glándulas salivales de los mosquitos de forma análoga a Plasmodium.
El género Halterium fue creado por el parasitólogo francés Alphonse Labbe para una especie que observó con gametocitos en los eritrocitos, con gránulos pigmentarios y forma de salchicha cuando estaba maduro. Este género fue pronto incluido dentro del género Haemoproteus.
El género Haemocystidium fue creado para dar nombre al hemoproteido de los gecos perteneciente al género Hemidactylus en Sri Lanka por Castellani y Willey en 1904. Se describió una segunda especie del género en 1909 por Jognston y Cleland, quienes encontraron gametocitos pigmentados en la sangre de la tortuga australiana Chelodina longicollis. Estas especies fueron transferidas a Haemoproteus en 1926 por Wenyon.
El género fue resusitado por Garnham en 1966 cuando creó el nombre genérico – Simondia – para todos los haemoproteidos de los quelonios. Él siguió las sugerencias de Wenyon, Hewwit y Degiusti y sugirió que todos estos parástios pertenecían a la especie– Simondia metchnikovi. Conservó el nombre de Haemocystidium para los haemoproteidos de los lagartos.
En 1957 se descubrió un género diferente de vectores por Fallis y Wood cuando identificaban a Haemoproteus nettionis en Culicoides downesi.
Levine y Campbell movieron todas las especies a Simondia y Haemocystidium a Haemoproteus en 1971, opinión que fue acatada por los autores subsecuentes.
El género Haemocystidium fue resusitado de nuevo por Telford en 1996 cuando describió tres nuevas especies de protozoos en gecos de Pakistán.
Al igual que en otros protozoos, este género puede ser modificado una vez que estén disponibles nuevas secuencias de DNA. Por ejemplo, muchas secuencias de DNA de Haemoproteus han sido identificadas en aves del mundo en años recientes, conduciendo a un nuevo entendimiento de la antes desconocida diversidad del parásito en diferentes regiones

## Ciclo biológico
El estado infectivo es el esporozoito presente en la glándula salivales del vector. Una vez que el vector pica al hospedador, los esporozoitos entran en la circulación sanguínea e invaden las células endoteliales de los vasos sanguíneos de varios tejidos incluyendo al pulmón, hígado y bazo. Dentro de las células endoteliales, los esporozoitos llevan a cabo una reproducción asexual dando lugar a  la formación de esquizontes. Estos a su vez producen numerosos merozoitos que penetran a los eritrocitos y maduran para formar gametocitos femeninos (macrogametocitos) o masculinos (microgametocitos). Los gametocitos pueden ser ingeridos por otro insecto hematófago donde se llevan a cabo la reproducción sexual en el intestino medio del insecto para producir ooquistes. Los ooquistes se rompen y liberan numerosos esporozoitos que invaden la glándula salival y sirven como foco para la posterior infección a otro hospedero una vez que el insecto ingiere su sangre.

## Evolución
El fósil más antiguo conocido de un organismo similar a Haemoproteus (Paleohaemoproteus burmacis)  fue encontrado en la cavidad abdominal de un mosquito pequeño mordedor atrapado hace 100 millones de años en ámbar que fue encontrado en Myanmar

## Criterios de diagnóstico
- Los gametocitos sólo se encuentran dentro de los eritrocitos.
- Losgametocitos tienen forma de "salchicha" con poco desplazamiento del núcleo del hospedero.
- Los esquizontes no son vistos en frotis de sangre periférica.
- Se encuentran múltiples gránulos de pigmento (hemozoina) dentro de los eritrocitos.

Los gránulos de pigmento son refráctiles de un color que va del amarillo al café.

## Descripción general
Sólo se encuentran gametocitos en la sangre.
La reproducción asexual se lleva a cabo principalmente en órganos como el hígado
Los organismos ocupan la mayoría del citoplasma, dejando al núcleo central, rosa y finamente granulado.
La taxonomía del este género es difícil ya que hay pocas diferencies morfológicas entre las especies reconocidas. muchas de éstas fueron descritas bajo la hipótesis de "Una especie-un hospedero" que hoy en día se cree que se potencialmente errónea. Los rasgos morfológicos usados con más frecuencia para describir a las especies incluyen el número de gránulos pigmentarios, el grado de circunvalación del núcleo del hospedero, el tamaño del parásito, el grado de desplazamiento del mismo y el grado de alargamiento de la célula hospedera. Los estudios de DNA deberían ayudar a clarificar esta área pero hasta la fecha han sido pocos los que se han llevado a cabo.
Los gametocitos tienen cinco formas básicas
- gametocitos delgados con márgenes incompletos (H. balearicae, H. pelouri)
- gametocitos con forma de cabellastro (H. maccullumi)
- gametocitos con forma de salchicha gruesa que ocupan la mayoría de la célula hospedera y dezplazan al núcleo del hospedero lateralmente (H. halyconis, H. plataleae)
- Gametocitos que rodean al núcleo y llenan a la célula hospedera (H. telfordi)
- Gametocitos rectos que se encuentran normalmente en células anucleadas y son casi tan largos como la célula hospedera(H. enucleator)

## Subgéneros
Las especies que infectan a aves han sido divididas en dos subgéneros  - Haemoproteus y Parahaemoproteus – una división propuesta en 1965 por Bennett et al. Estas pueden ser distinguidas de la manera siguiente:
Haemoproteus: Los vectores son moscas de las palomas ( Hippoboscoidea). La exflagelación no ocurre por debajo de los 20 °C. el ooquiste maduro tiene un diámetro mayor a 20 micrómetros. La longitud promedio del esporozoito es de menos de 10 micrómetros. Uno de los extremos del esporozoite es más puntiagudo que el otro. Aunque la mayoría son parásitos de las Columbiformes, algunas subespecies de este subgénero también han sido reportadas en Charadriiformes, Pelecaniformes ySuliformes.
Parahaemoproteus: Parástios de aves que no son Columbiformes. Los vectores son mosquitos mordedores (Ceratopogonidae). La exflagelación ocurre por debajo de los 20 °C. Los ooquistes madures tienen un diámetro menor a 20 micrómetros. La longitud promedio de los esporozoitos es mayor de 10 micrómetros. Ambos extremos del esporozoito son puntiagudos.

## Patología
La infección por la mayoría de las especies deHaemoproteus parece producir infecciones subclínicas.
Averiguaciones Post mortem incluyen en alargamiento del bazo, hígado y riñones. Estos órganos pueden tener coloración café chocolate debido a la deposición de hemozoina. Los análisis citológicos pueden revelar esquizontes en las células endoteliales. Algunas especies de Haemoproteus también formarán cuerpos largos parecidos a quistes en músculo esquelético que recuerdan a los de Sarcocystis.
Las palomas infectadas con Haemoproteus columbae pueden desarrollar mollejas alargadas.
Las bandadas de codornices (Colinus virginianus) pueden infectarse con Haemoproteus lophortyx. Las aves infectadas pueden sufrir de retinencia a moverse, apariencia rizada, postración y muerte. Otros descubrimientos incluyen la parasitemia y la anemia. Los megaloesquizontes grandes pueden estar presentes en músculo esquelético, particularmente en el de muslos y espalda. La mortalidad acumulativa promedio de bandadas que presentan brotas puede ser mayor al 20%.
Infecciones experimentales de pavos conHaemoproteus meleagridis produjeron debilidad, diarrea, depresión, pérdida de peso, anorexia y ocasionalmente anemia.
Los patos criollos Cairina moschata infectados con Haemoproteus nettionis padecen de debilidad, disnea y muerte súbita
En otras especies avícolas, la anemia y la anorexia han sido reportadas ocasionalmente. De manera importante, nuevos casos de Haemoproteus se reportan constantemente y debería seguir siendo monitoreada para ver la afección del hospedero

## Efecto en los vectores
H. columbae infecta a la paloma común (Columba livia) y su vector es una hipobíscide (Pseudolynchia canariensis). Ambos sexos de la mosca pueden transmitir el parásito. Las especies de Hippoboscoidea, la familia a la que pertenece Ps. canariensis pertenece, no ponen huevos, sino que las larvas eclosionan en el útero, se alimentan internamente de las gándulas mamarias y pasan por tres estadios morfológicos antes de ser depositados como pupas. La sobrevivencia de las moscas hembras es muy reducida por la infección del parásito. En contraste, no se observa efecto en la supervivencia del macho. Adicionalmente, las hembras producen menos crías cuando están infectadas pero la calidad de las mismas parece no estar afectada.

## Vectores
- H. balmorali – Culicoides impunctatus
- H. belopolskyi – Culicoides impunctatus
- H. columbae – Ornithomyia avicularia, Pseudolynchia canariensis
- H. danilewskyi – Culicoides arboricola, Culicoides edeni, Culicoides knowltoni
- H. dolniki – Culicoides impunctatus
- H. fringillae – Culicoides impunctatus
- H. lanii – Culicoides impunctatus
- H. lophortyx – Culicoides bottimeri, Lynchia hirsuta, Stilbometopa impressa
- H. metchinikovi – Chrysops callidus
- H. nettionis – Culicoides downesi
- H. sacharovi – Peseudolynchia maura
- H. syrnii – Ornithomyia avicularia
- H. tartakovskyi – Culicoides impunctatus
- H. turtur – Pseudolynchia canariensis